# Tamm von Flemming
Tamm Wedig Albert von Flemming (* 10. Juni 1812 in Haseleu, Kreis Regenwalde; † 7. Januar 1886 in Wiesbaden) war ein preußischer Generalmajor, Kommandeur der 8. Kavallerie-Brigade und Ehrenritter des Johanniterordens.

## Leben

### Herkunft
Tamm entstammte aus der pommerschen uradligen Familie von Flemming. Er war ein Sohn des preußischen Majors und Ritters des Ordens Pour le Mérite Julius August von Flemming (1783–1858) und dessen Ehefrau Elise, geborene von Rüchel (1789–1816), eine Tochter des Generals Ernst von Rüchel.

### Militärkarriere
Flemming besuchte das Berliner Kadettenhaus und wurde am 13. August 1830 als Portepeefähnrich dem 5. Husaren-Regiment der Preußischen Armee überwiesen. Ende Mai 1831 avancierte er zum Sekondeleutnant und war 1839/41 zum Kavalleriestamm des I. Bataillons im 9. Landwehr-Regiment in Köslin kommandiert. Am 1. März 1847 erfolgte seine Versetzung als Eskadronführer beim I. Bataillon im 21. Landwehr-Regiment in Konitz. Zu Ausbildungszwecken war er von Oktober 1847 bis 1849 zur Lehr-Eskadron kommandiert und stieg zwischenzeitlich im Mai 1848 zum Premierleutnant auf. Unter Beförderung zum Rittmeister kehrte Flemming am 12. Februar 1850 als Eskadronchef in sein Stammregiment zurück. Mit der Beförderung zum Major wurde er am 27. November 1857 als etatsmäßiger Stabsoffizier in das 8. Husaren-Regiment versetzt und war 1859 für die Dauer der Mobilmachung anlässlich des Sardinischen Krieges Kommandeur des 8. Landwehr-Husaren-Regiments. Er wurde dann am 12. Mai 1860 als Kommandeur in das Pommersche Husaren-Regiment Nr. 5 nach Stolp versetzt und stieg in dieser Stellung bis Ende Juni 1865 zum Oberst auf.
Während des Deutschen Krieges war Flemming 1866 Führer der Divisionskavallerie der 3. Division bei der 1. Armee. Er nahm an den Schlachten bei Münchengrätz, Gitschin sowie Königgrätz teil und erhielt für sein Wirken den Kronen-Orden III. Klasse mit Schwertern. Unter Stellung à la suite seines Regiments wurde er am 30. Oktober 1866 zum Kommandeur der 8. Kavallerie-Brigade in Erfurt ernannt und am 22. März 1868 zum Generalmajor befördert. In Genehmigung seines Abschiedsgesuches stellte man Flemming am 21. November 1869 mit Pension zur Disposition. Anlässlich seiner Verabschiedung erhielt er den Roten Adlerorden II. Klasse mit Eichenlaub. Er starb am 7. Januar 1886 in Wiesbaden.

### Familie
Flemming heiratete am 4. Februar 1852 in Zezenow Anna von Zitzewitz (1829–1857), eine Tochter von Ernst Christoph von Zitzewitz (1798–1864), Herr auf Zezenow. Das Paar hatte mehrere Kinder:
- Albertha (1854–1929)
- Editha (* 1856) ⚭ 1875 Emil von Stojentin († 1912), Herr auf Schorin und Darsow
- Elisabeth (1857–1938) ⚭ 1879 Eugen von Reckow (1845–1911), Amtmann[2]

Am 16. Februar 1866 heiratete er Magarethe von Hagen (1841–1903), Tochter von Wilhelm von Hagen (1805–1877). Das Paar hatte mehrere Kinder:
- Anna (1869–1934)

⚭ 1888 Benno von Bonin (1858–1891), Herr auf Krangen
⚭ 1894 Wilhelm von Wunsch († 1912), Hauptmann a. D.
- Margarete (1873–1884)